# 134109 Britneyburch
134109 Britneyburch è un asteroide della fascia principale. Scoperto nel 2004, presenta un'orbita caratterizzata da un semiasse maggiore pari a 3,1708318 UA e da un'eccentricità di 0,1078219, inclinata di 15,58102° rispetto all'eclittica.